# Cubillos del Sil
Cubillos del Sil é um município da Espanha na província de León, comunidade autónoma de Castela e Leão, de área  km² com população de 1603 habitantes (2007) e densidade populacional de 27,09 hab/km².

## Demografia
| Variação demográfica do município entre 1991 e 2004 | Variação demográfica do município entre 1991 e 2004 | Variação demográfica do município entre 1991 e 2004 | Variação demográfica do município entre 1991 e 2004 |
| --------------------------------------------------- | --------------------------------------------------- | --------------------------------------------------- | --------------------------------------------------- |
| 1991                                                | 1996                                                | 2001                                                | 2004                                                |
| 1508                                                | 1539                                                | 1467                                                | 1445                                                |